# Frank Mohr Instituut
Het Frank Mohr Instituut (FMI) is het Instituut voor Voortgezet Hoger Kunstonderwijs, Onderzoek en Nieuwe Media van Academie Minerva in de Nederlandse Groningen. Het FMI werd opgericht in 1999 en verzorgt in samenwerking met de Rijksuniversiteit Groningen drie voortgezette kunstopleidingen: MFA Interactive Media and Environments (IME), MFA Schilderkunst (Painting) en MFA Theatervormgeving/Beeldregie (Scenography). Daarnaast verzorgt het instituut lezingen en studiedagen op het gebied van kunst, nieuwe media, wetenschap en samenleving. Enkele kunstenaars die aan het Frank Mohr Instituut studeerden zijn Michiel Burger, Cor Groenenberg en Berndnaut Smilde.
Het Frank Mohr Instituut is onderdeel van de Faculteit der Kunsten van de Hanzehogeschool Groningen.

## Frank Mohr
Mr. A.F. (Frank) Mohr (1931-1998), was cultureel adviseur van stad en provincie Groningen en voorzitter van de adviesraden van Academie Minerva en het Prins Claus Conservatorium. Hij was pleitbezorger van zelfstandigheid en vernieuwing van het kunstonderwijs in Noord-Nederland.

## Coördinaten
- Hoofdgebouw: 53° 12' NB, 6° 34' OL
- Schilderafdeling: 53° 13' NB, 6° 33' OL